# Marie-Louise ou la Permission
Pour plus de détails, voir Fiche technique et Distribution.
Marie-Louise ou la permission est un film français écrit et réalisé par Manuel Flèche en 1995.

## Synopsis
Jeune américaine, Marie-Louise vient chercher son amoureux, Jean-Paul, revenant à Paris pour une permission. Le problème c'est qu'il arrive Gare du Nord et qu'elle l'attend Gare de l'Est. Voilà qui est fait : ils passeront le week-end à se courir après, à se rater, à se confondre l'un et l'autre.

## Fiche technique
- Titre : Marie-Louise ou la permission
- Réalisation et scénario : Manuel Flèche
- Producteur : Éric Atlan
- Musique : Alexandre Desplat
- Image : Darius Khondji et Florent Montcouquiol
- Montage : Nathalie LeGuay
- Maquillage : Nathalie Tabareau
- Format : couleur
- Langue : français
- Pays :  France
- Durée : 85 minutes
- Genre : comédie
- Date de sortie en salles :  28 juin 1995

## Distribution
- Kate Beckinsale : Marie-Louise
- Éric Ruf : Jean-Paul
- Marie Caries : Marie
- Pascal Ternisien : Jean
- Yann Collette : Les Collette
- Clovis Cornillac : Bob, dit « la méthode américaine »
- François Genty : Dominique
- Atmen Kelif : Karim
- Roméo Escala : Rambo
- Bruno Putzulu : Nounours
- Jacques Boudet
- Garance Clavel

## Autour du film
- Ce long-métrage marque les débuts cinématographiques d'Atmen Kelif.
- Kate Beckinsale, alors âgée de 22 ans, a tourné ce film durant son séjour à Paris dans un cadre scolaire.